# ニニゴ諸島
ニニゴ諸島（ニニゴしょとう Ninigo Islands）はパプアニューギニア・マヌス州にある諸島。ビスマルク諸島西部に位置し、ニューギニア島の北北東約250kmに位置する。
複数の環礁で構成されており、主な島としてアナルティン島、マル島、サマスマ島など31個の島がある。